# Всесвітній день поширення інформації про аутизм
Всесвітній день поширення інформації про аутизм (також — Всесвітній день розповсюдження інформації про аутизм, Всесвітній день інформування про аутизм; англ. World Autism Awareness Day, ісп. Día mundial de concienciación sobre el autismo, фр. Journée mondiale de la sensibilisation à l'autisme)  — міжнародно визнаний день, який закликає держави-члени ООН вживати заходів для підвищення обізнаності про аутизм у всьому світі. День запроваджений рішенням Генеральної Асамблеї ООН від 18 грудня 2007 року (Резолюція № 62/139), прийнятого 1 листопада 2007 року та ухваленим 18 грудня 2007 року. Відзначати цей день запропонувала Шейха Моза бінт Насер аль-Міснед, представниця ООН від Катару, цю пропозицію підтримали всі держави-члени. Щорічно відзначається 2 квітня.
Це рішення прийняли без голосування в Генеральній Асамблеї ООН, головним чином як доповнення до попередніх ініціатив ООН щодо покращення прав людини.
Всесвітній день поширення інформації про аутизм є одним із семи офіційних днів ООН, які присвячених охороні здоров'я.

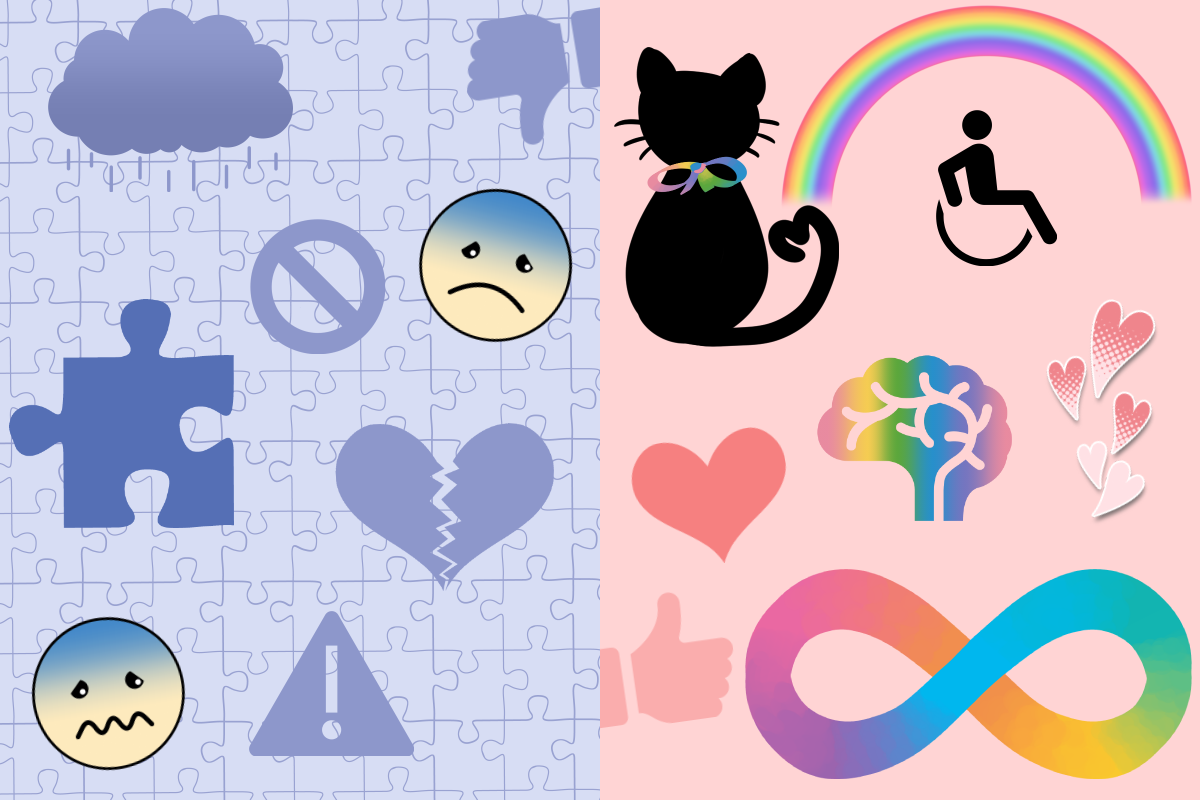
Блакитний колір та пазли трактуються як негативні символи представлення аутистів, які не допомагають «сприймати» аутизм

Представники руху за права людей з аутизмом часто трактують терміни «День поширення інформації про аутизм» (англ. Autism Awareness Day) і «Місяць поширення інформації про аутизм» (англ. Autism Awareness Month) як такі, що сприяють ейблізму (системній дискримінації) аутистичних людей. Такі групи як Мережа самоадвокації аутистів (англ. Autistic Self Advocacy Network) виступають за використання терміна «День сприйняття аутизму» (англ. Autism Acceptance day) як альтернативу для обох подій, вважаючи, що це сприятиме подоланню упередженого ставлення до аутизму, а не просто підвищуватиме обізнаність про аутизм.

## Компоненти
Оригінальне рішення містило чотири основні компоненти:
- запровадження відзначення другого дня квітня як Всесвітнього дня поширення інформації про аутизм[13], починаючи з 2008 року;
- запрошення до держав-членів та інших відповідних організацій ООН або міжнародної соціальної системи, включаючи недержавні організації та приватний сектор, створити ініціативи для підвищення обізнаності громадськості про аутизм;
- заклик до держав-членів підвищувати обізнаність про аутизм на всіх рівнях суспільства;
- прохання до Генерального секретаря ООН передати це повідомлення державам-членам та всім іншим організаціям ООН[14].

## Теми
Щороку, починаючи з 2012 року, ООН відзначає тему Всесвітнього дня поширення інформації про аутизм:
- 2012 рік — «Підвищення обізнаності» (англ. Awareness Raising)[16]
- 2013 рік — «Святкування здібностей індивіда з аутизмом» (англ. Celebrating the ability within the disability of autism)[17]
- 2014 рік — «Відкриваючи двері в інклюзивну освіту» (англ. Opening Doors to Inclusive Education)[18]
- 2015 рік — «Робота: перевага аутизму» (англ. Employment: The Autism Advantage)[19]
- 2016 рік — «Аутизм та порядок денний на період до 2030 року: інклюзивність і нейрорізноманітність» (англ. Autism and the 2030 Agenda: Inclusion and Neurodiversity)[20]
- 2017 рік — «До автономії і самовизначення» (англ. Toward Autonomy and Self-Determination)[21]
- 2018 рік — «Розширення прав і можливостей жінок і дівчаток з аутизмом» (англ. Empowering Women and Girls with Autism)[22]
- 2019 рік — «Допоміжні технології та активна участь» (англ. Assistive Technologies, Active Participation)[23]
- 2020 рік — «Перехід до дорослого життя» (англ. The Transition to Adulthood)[24]
- 2021 рік — «Інклюзія на робочому місці: проблеми і можливості в постпандемічному світі» (англ. Inclusion in the Workplace: Challenges and Opportunities in a Post-Pandemic World)[25]
- 2022 рік — «Інклюзивна якісна освіта для всіх» (англ. Inclusive Quality Education for All)[26]
- 2023 рік — «Трансформація наративу: внески вдома, на роботі, у мистецтві та в розробці політик» (англ. Transforming the narrative: Contributions at home, at work, in the arts and in policymaking)[27]

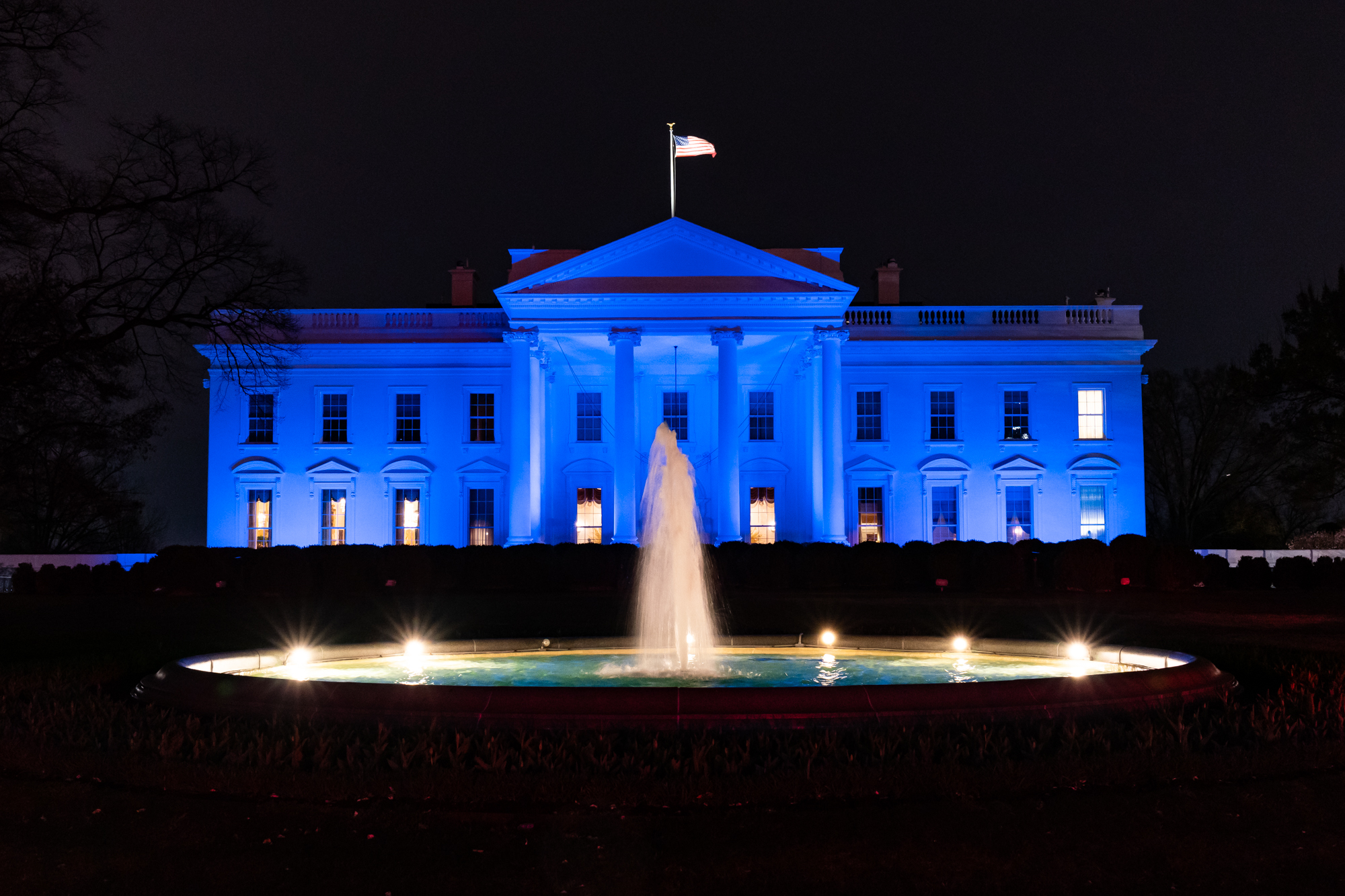
Білий дім підсвічений блакитним до Всесвітнього дня поширення інформації про аутизм (2 квітня 2019 року)

## Відзначення у світі
Проводяться акції «Підсвіти блакитним» (англ. Light It Up Blue) з підсвітки знакових споруд блакитним на знак підтримки аутистів.

## Україна
В Україні щорічно проходять акції «Одягни блакитне» на знак підтримки аутистів.